# NGC 516
NGC 516 is een balkspiraalstelsel in het sterrenbeeld Vissen. Het hemelobject ligt 95 miljoen lichtjaar (29,1 × 106 parsec) van de Aarde verwijderd en werd op 25 september 1862 ontdekt door de Duits-Deense astronoom Heinrich Louis d’Arrest.

## Synoniemen
- GC 300
- 2MASX J01240806+0933060
- MCG +01-04-048
- PGC 5148
- UGC 946
- ZWG 411.46